# 琉璃之島
《琉璃之島》是一套由日本電視台於2005年4月16日開始播放的電視劇，此劇的故事背景為位於日本沖繩縣的鳩間島（劇中此島改名成一個虛構的小島「鳩海島」），因距離日本本土遙遠，此島被稱為「離島中的離島」，若從本土出發的話，得搭乘兩趟飛機一趟渡船才能抵達。「琉璃之島」故事基於真實事件改編而成。
主演為童星成海璃子。主題曲《只在這裡盛開的花》是組合可苦可樂專為此劇所作。

## 概述
原作為日本作家森口豁的長篇小說（盼求小孩-沖繩孤島的歲月），原作中的主角為男童，然而電視劇則以女童做為主角。
在日本沖繩縣一個名叫鳩間島的小島上，島上唯一的小學由於學生人數不足而面臨被迫關閉的危機，為了找尋學生去就讀那所小學，島上一個名叫仲間勇造的人走到了東京。在東京、他遇到了在被親人遺棄在孤兒院因而己對社會失了信心的琉璃，並帶了琉璃這個女孩回到鳩間島。故事主軸就是描述琉璃在島上成長的過程。
在前半部放任的瑠璃在仲間勇造夫婦和她班主任的培育下漸漸打開了心扉。中段時找回了赤子之心的瑠璃和島上的居民相處並幫助他們解決了各種問題。下半部的故事由振興中學校這題材作主軸，再加上一些分枝故事來講述。

## 播放時間
- 2005年4月16日～2005年6月18日，毎個星期六 21:00-21:54，2007年1月6日(2007特別版)（日本電視系列）

＜補足＞
第一話：4月16日21:00～22:24
最終話：6月18日21:00～22:14

## 角色
- 藤澤瑠璃（11）：成海璃子
- 川島達也（32）：竹野內豐
- 島袋早苗（24）：小西真奈美
- 米盛照明（40代）：小日向文世
- 新垣治衛（58）：平泉成
- 新垣佳枝（52）：市毛良枝
- 宮園壯平（52）：鹽見三省
- 小濱學（58）：岸部一德
- 竈婆婆（88）：吉田妙子
- 美穗子（26）：櫻
- 齊藤茂（25）：賀集利樹
- 中嶋美月（30）：井川遙
- 松隈浩二（35）：勝村政信
- 松隈奈津美（32）：西山繭子
- 藤澤直（30）：西田尚美
- 仲間惠（55）：倍賞美津子
- 仲間勇造（60）：緒形拳

## 幕後工作人員
- 原作：森口豁（凱風社出版）
- 劇本：森下佳子、寺田敏雄
- 製作：戶田一也、國本雅廣、次屋尚
- 監製：豬股隆一、池田健司
- 音樂：羽毛田丈史
- 主題曲：「只在這裡盛開的花」可苦可乐

## 相關作品
- 由小說改編成的電視劇再被小說化，內容基於電視劇，書名和劇名一樣叫「琉璃之島」，由日本電視台出版，出版日期為2005年6月25日
- 同樣由原著小說改編的還有尾瀨朗所繪的漫畫「光之島」。

## 作品變遷
| 日本電視台 週六大劇場               | 日本電視台 週六大劇場               | 日本電視台 週六大劇場 |
| ----------------------------------- | ----------------------------------- | --------------------- |
|                                     | 琉璃之島 （2005.4.16 - 2005.6.18）  |                       |
| 極道鮮師2 （2005.1.15 - 2005.3.19） | 女王的教室 （2005.7.2 - 2005.9.17） |                       |